# Aérodrome de Spa-La Sauvenière
Het vliegveld Spa-La Sauvenière (Frans: Aérodrome de Spa-La Sauvenière) is sinds 1909 een privaat vliegveld bij de Belgische stad Spa. De luchthaven bevindt zich op 6 km van het Formule 1-circuit van Spa-Francorchamps en wordt door sommige Formule 1-coureurs gebruikt. De luchthaven is sinds 1960 de thuisbasis van de Royal Aéro Para Club de Spa (RAPCS).
De luchthaven heeft een totale oppervlakte van 76 hectare waarvan 1250 m² vliegtuigloodsen.